# 1961
- Wikisource

| Calendário gregoriano                                                        | 1961 MCMLXI                          |
| Ab urbe condita                                                              | 2714                                 |
| Calendário arménio                                                           | 1410 – 1411                          |
| Calendário bahá'í                                                            | 117 – 118                            |
| Calendário budista                                                           | 2505                                 |
| Calendário chinês                                                            | 4657 – 4658 Início a 15 de fevereiro |
| Calendário copta                                                             | 1677 – 1678                          |
| Calendário etíope                                                            | 1953 – 1954                          |
| Calendários hindus - Vikram Samvat - Calendário nacional indiano - Cáli Iuga | 2016 – 2017 1882 – 1883 5061 – 5062  |
| Calendário Holoceno                                                          | 11961                                |
| Calendário islâmico                                                          | 1381 – 1382                          |
| Calendário judaico                                                           | 5721 – 5722 Início a 11 de setembro  |
| Calendário persa                                                             | 1339 – 1340 Início a 21 de março     |
| Calendário rúnico                                                            | 2211                                 |
| Calendário solar tailandês                                                   | 2504                                 |

1961 (MCMLXI, na numeração romana) foi um ano comum do século XX que começou num domingo, segundo o calendário gregoriano. A sua letra dominical foi A. A terça-feira de Carnaval ocorreu a 14 de fevereiro e o domingo de Páscoa a 2 de abril. Segundo o horóscopo chinês, foi o ano do Boi, começando a 15 de fevereiro.

| Evento                                                   | Data            | Hora  |
| -------------------------------------------------------- | --------------- | ----- |
| Aquário                                                  | 20 de janeiro   | 07:02 |
| Peixes                                                   | 18 de fevereiro | 21:17 |
| primavera no hemisfério norte e outono no hemisfério sul |                 |       |
| Carneiro/equinócio                                       | 20 de março     | 20:33 |
| Touro                                                    | 20 de abril     | 07:56 |
| Gémeos                                                   | 21 de maio      | 07:23 |
| verão no hemisfério norte e inverno no hemisfério Sul    |                 |       |
| Caranguejo/solstício                                     | 21 de junho     | 15:31 |
| Leão                                                     | 23 de julho     | 02:24 |
| Virgem                                                   | 23 de agosto    | 09:19 |
| Outono no Hemisfério Norte e Primavera no Hemisfério Sul |                 |       |
| Balança/equinócio                                        | 23 de setembro  | 06:43 |
| Escorpião                                                | 23 de outubro   | 15:48 |
| Sagitário                                                | 22 de novembro  | 13:08 |
| inverno no hemisfério norte e verão no hemisfério sul    |                 |       |
| Capricórnio/solstício                                    | 22 de dezembro  | 02:20 |

| UTC: Portugal Continental, Madeira, Guiné-Bissau e São Tomé e Príncipe Subtrair (-): 1 h nos Açores e Cabo Verde 2 h nas Ilhas oceânicas brasileiras 3 h em Brasília, em Goiás, na Amazônia Oriental Brasileira e no nordeste, sudeste e sul brasileiros 4 h na Amazônia Ocidental Brasileira, Mato Grosso e Mato Grosso do Sul 5 h no Acre e sudoeste do Amazonas Adicionar (+): 1 h em Angola e Guiné Equatorial 2 h em Moçambique 8 h em Macau 9 h em Timor-Leste. |
| Adicionar uma hora durante a vigência do horário de verão: Portugal Continental : De 2 de abril a 1 de outubro de 1961 |

| Ano completo                    |
| ------------------------------- |
| Ano comum com início ao domingo |

## Eventos
- Ano Mundial da Semente.
- 3 de janeiro - Estados Unidos cortam relações diplomáticas com Cuba, dois anos depois de Fidel Castro assumir o poder na ilha.
- 31 de janeiro - Toma posse no Brasil o presidente Jânio Quadros.
- 17 de janeiro - Assassinato de Patrice Lumumba, líder da independência do Zaire.
- 20 de janeiro - John F. Kennedy toma posse como presidente dos Estados Unidos.
- 26 de fevereiro - Emissário dos Estados Unidos vai ao Brasil pedir apoio do presidente Jânio Quadros para ação militar contra Cuba.
- 15 de março - A União dos Povos de Angola (UPA), liderada por Holden Roberto, efectua um ataque tribal a fazendas e localidades no norte de Angola, originando um massacre de populações brancas e trabalhadores negros naturais de outras regiões de Angola.  Estes ataques iniciam o que viria a ser conhecido como a Guerra Colonial Portuguesa.
- 12 de abril - Cosmonauta russo Iuri Gagarin torna-se o primeiro homem a ir ao espaço.
- 13 de abril - A 3.ª cerimônia anual do Grammy Awards é realizada em Los Angeles e Nova Iorque. 
  - Ray Charles ganhou quatro prêmios,
  - Bob Newhart e Henry Mancini ganharam três prêmios
  - "Theme from A Summer Place" de Percy Faith ganha o Prêmio de Gravação do Ano.
  - "The Button-Down Mind of Bob Newhart" de Bob Newhart ganha o prêmio do Album do Ano.
  - "Theme of Exodus" de Ernest Gold ganha o prêmio de Canção do Ano. [1]
- 17 de abril - Início da Invasão da Baía dos Porcos em Cuba, por exilados cubanos financiados pela CIA; terminou sem sucesso dois dias depois.
- 25 de abril - Fundação da Eletrobras.
- 27 de abril - Serra Leoa se torna independente do Reino Unido.
- 25 de maio - O presidente americano, John F. Kennedy, anuncia o projeto de enviar um homem à Lua ainda naquela década.[2]
- 13 de agosto - Começa a ser erguido o Muro de Berlim.
- 25 de agosto - Após crises, Jânio Quadros renuncia ao cargo de presidente do Brasil.
- 7 de setembro - João Goulart toma posse como presidente do Brasil.
- 30 de outubro - URSS testa no oceano Ártico a Tsar Bomba, a maior bomba atômica a ser detonada na história.
- 23 de novembro - Queda do Voo Aerolíneas Argentinas 322 após decolar do Aeroporto de Viracopos, em Campinas, Brasil, provocando 52 mortos.
- 17 de dezembro - Tragédia do Gran Circus Norte-Americano, incêndio de origem criminosa em circo deixa 500 mortos em Niterói, Brasil; também morreram 150 animais.
- 19 de dezembro - Tropas da União Indiana ocupam o Estado Português da Índia.

## Nascimentos
- 19 de fevereiro - Justin Fashanu, futebolista britânico (m. 1998).
- 1 de março - Michael Sundin, apresentador de televisão, ator, dançarino e trampolinista inglês (m. 1989).
- 12 de maio - Filippo Boccoli, empresário italiano.
- 1 de julho - Diana, Princesa de Gales (m. 1997)
- 14 de julho - Paola Ruggeri, nadadora olímpica e modelo venezuelana.
- 4 de agosto - Barack Obama, presidente dos Estados Unidos de 2009 a 2017.
- 17 de agosto - Emílio Surita, apresentador do programa Pânico da Rádio Jovem Pan.
- 21 de agosto - Stephen Hillenburg, criador de Bob Esponja (m. 2018)
- 19 de novembro - Meg Ryan, atriz e produtora estadunidense.
- 4 de dezembro - Roy L. Dennis, adolescente americano que tinha displasia craniodiafisária (m. 1978).
- 24 de dezembro - Ilham Aliyev, presidente do Azerbaijão desde 2003.

## Mortes
- 17 de janeiro - Patrice Lumumba, líder da independência do Zaire  (n. 1925).
- 9 de fevereiro - Carlos Luz, político brasileiro 19.° Presidente do Brasil em 1955 (n. 1894).
- 26 de fevereiro - Mohammed V, rei do Marrocos (n. 1909).
- 13 de maio - Gary Cooper, ator norte-americano  (n. 1901).
- 2 de julho - Ernest Hemingway, escritor estadunidense (n. 1899)
- 15 de julho - Anselmo Alliegro, presidente de Cuba em 1959 (n. 1899).
- 17 de setembro - Adnan Menderes, primeiro-ministro turco deposto por um golpe militar
- 18 de setembro - Dag Hammarskjöld, Secretário-geral das Nações Unidas e Nobel da Paz 1961. (n. 1905)
- 19 de outubro - Sergio Osmeña, presidente das Filipinas de 1944 a 1946 (n. 1878)
- 30 de outubro - Luigi Einaudi, presidente de Itália de 1948 a 1955 (n. 1874).

## Prêmio Nobel
- Física - Robert Hofstadter,[3] Rudolf Ludwig Mössbauer[3]
- Química - Melvin Calvin[4]
- Nobel de Fisiologia ou Medicina - Georg von Békésy[5]
- Literatura - Ivo Andrić[6]
- Paz - Dag Hammarskjöld[7]

## Epacta e idade da Lua
| Epacta gregoriana | 16 (XVI) |
| Idade da Lua      | Letra r  |

## Por tema
- 1961 na arte
- 1961 no Brasil
- 1961 na ciência
- 1961 no cinema
- Desastres em 1961
- 1961 no desporto
- 1961 no jornalismo
- 1961 na literatura
- 1961 na música
- 1961 na política
- 1961 na rádio
- 1961 no teatro
- 1961 na televisão